# Jan Matejko

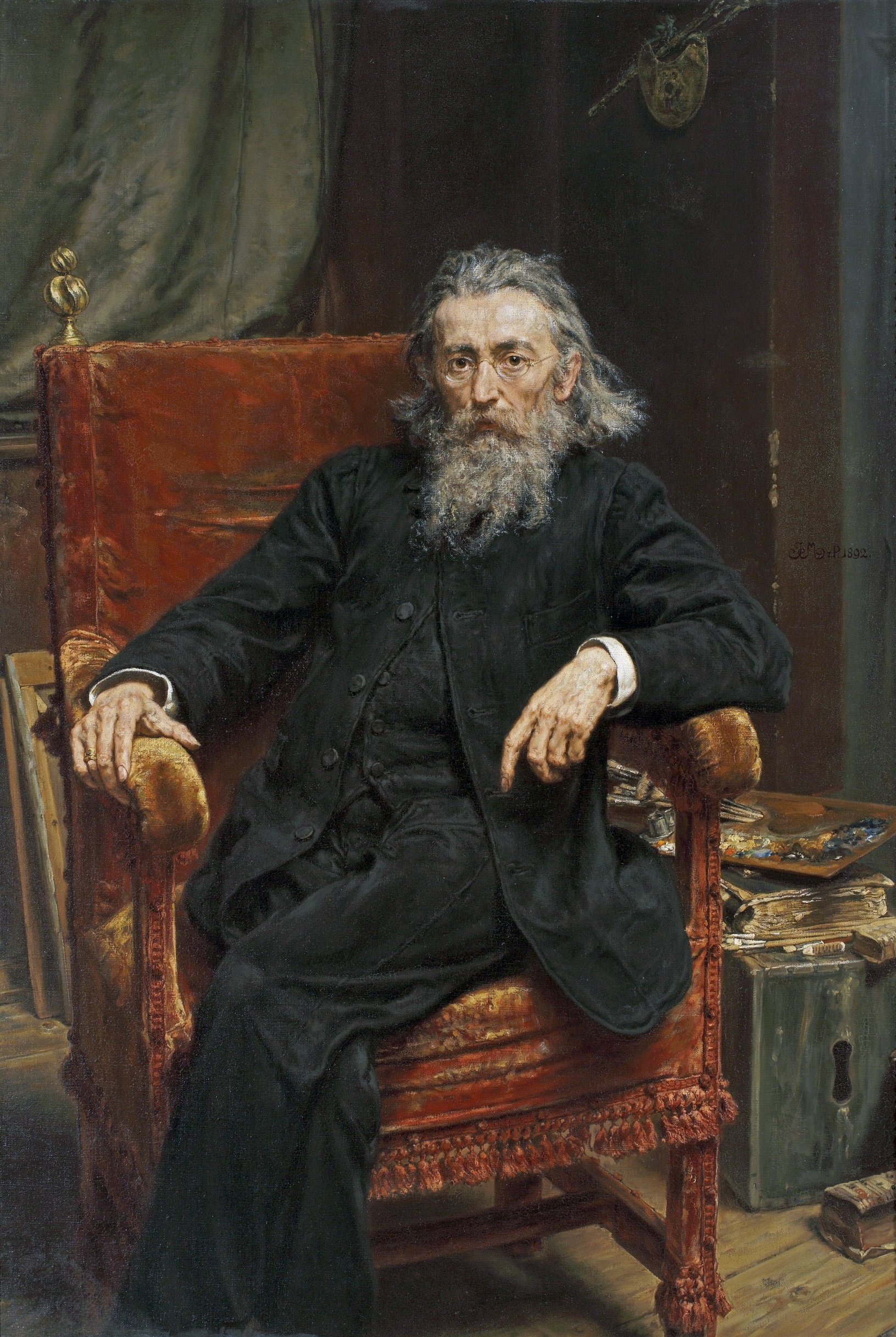
Jan Matejko – Selbstporträt

Jan Alojzy Matejko (* 28. Juli oder 24. Juni 1838 in Krakau, Republik Krakau; † 1. November 1893 ebenda, Österreich-Ungarn) war ein polnischer Maler patriotischer Historiengemälde. Er gilt als der bedeutendste Historienmaler Polens.

## Leben
Jan Matejko wurde als neuntes von elf Kindern geboren. Seine Mutter verstarb früh und so hatte sein älterer Bruder Franciszek großen Einfluss auf seine Erziehung.
Im Jahr 1852, als er gerade 14 Jahre alt war, begann er ein Kunststudium an der Krakauer Akademie der Schönen Künste. Seine Lehrer waren unter anderem Wojciech Korneli Stattler und Władysław Łuszczkiewicz. Bereits damals litt er an einem Augenleiden, was aber nicht verhinderte, dass er als einer der begabtesten Schüler galt. Nach seinem Abschluss 1858 an der Krakauer Akademie erhielt er ein zweijähriges Auslandsstipendium, das er für ein Studium an der Königlichen Kunstakademie in München verwendete, wo er sich für die Malklasse von Professor Hermann Anschütz immatrikulierte. Nach einem kurzen Aufenthalt in Wien 1859/60 bei Christian Ruben kehrte er nach Krakau zurück und wurde 1873 Direktor der Akademie der Schönen Künste. 1874 wurde er als auswärtiges Mitglied in die Académie des Beaux-Arts aufgenommen.
Matejko hatte mit seiner Frau Teodora fünf Kinder (Tadeusz, Jerzy, Beata, Helena und Regina), von denen seine jüngste Tochter kurz nach der Geburt starb. Er selbst starb am 1. November 1893 in seinem Haus und wurde auf dem Rakowicki-Friedhof beigesetzt. Ein Bürgerkomitee engagierte sich unmittelbar nach seinem Tod für die Errichtung eines Museums. Dafür wurde der Familie das Haus in der ul. Floriańska 41 abgekauft. 1904 wurde das Museum dann eröffnet. Heute sind auch in den Tuchhallen (Sukiennice) auf dem Marktplatz von Krakau einige seiner Gemälde ausgestellt. Die Kunstakademie, die er in seiner Heimatstadt Krakau besuchte, trägt seinen Namen. Er galt als der bedeutendste Krakauer Malerfürst und hatte wesentlichen Einfluss auf das geistige Leben in Polen und zum Teil in den Nachbarländern, vor allem in der tschechischen Malerei.
Zu Matejkos bekanntesten Schülern zählen Stanisław Wyspiański, Jacek Malczewski, Józef Mehoffer, Witold Pruszkowski und Maurycy Gottlieb.

## Werk

### Tendenz
Großen Einfluss auf Matejkos Stil hatte Wilhelm von Kaulbachs „symbolisch-historischer“ Stil, der nicht eine möglichst genaue Darstellung eines Ereignisses aus historischer Sicht zum Ziel hatte, sondern dem Künstler Spielraum für Interpretationen ließ und die Möglichkeit eröffnete, Kenntnisse über das Geschehene mit einfließen zu lassen. Das Wesentliche sei somit nicht die Darstellung eines wahren Ereignisses, sondern der in einem Bild ausgedrückte Ideengehalt. Charakteristisch für seine Malerei sind die große Prächtigkeit, Fülle von historischen Requisiten und Gruppenszenen mit theatralischem Effekt.
Prägend für Matejko und seine Historienmalerei war die Dritte Teilung Polens, durch die Polen aufgehört hatte, als Staat zu existieren. Im Kampf der Polen um ihre Souveränität fiel einer seiner Brüder. Matejko betrachtete die glorifizierende Darstellung der polnischen Geschichte, vor allem des Mittelalters, als ein Mittel zur Bewahrung der nationalen Identität und patriotischen Ermutigung seiner Landsleute in der Zeit der Russifizierungs- bzw. Germanisierungsbestrebungen der drei Teilungsmächte. Matejko selbst äußerte dazu:

„Kunst ist eine Art Waffe; man darf die Kunst nicht von der Liebe zum Heimatland trennen.“

Schlacht bei Grunwald (1878, Öl auf Leinwand, Nationalmuseum Warschau)

In den Jahren 1872 bis 1878 entstand das monumentale Gemälde Schlacht bei Grunwald, das vom Publikum begeistert aufgenommen wurde.
Von 1887 bis 1891 fertigte er mit seinen Schülern J. Unierzycki, T. Lisiewicz, Kasper Żelechowski, Włodzimierz Łuskina und weiteren, für das Hauptgebäude der Polytechnischen Universität Lemberg einen Zyklus von 11 Bildern.
1889 malte Matejko das Bild Die Aufnahme von Juden. Es wird dargestellt, wie nach den antijudaischen Ausschreitungen während des Volkskreuzzugs 1096 jüdische Flüchtlinge von Herzog Władysław I. Herman in Płock aufgenommen werden. Der Herzog wird im Gespräch mit dem Anführer der Juden gemalt. Diesen identifizierte Matejko als Benjamin von Tudela, einen bekannten jüdischen Reisenden des 12. Jahrhunderts, der in Wirklichkeit nie in Polen war. Die Polen werden im Gegensatz zu den deutschen Kreuzrittern als tolerant und gastfreundlich dargestellt, gleichzeitig erscheinen die Juden aber auch deutlich als Angehörige einer fremden Rasse, die in ihrer orientalischen Tracht und ihrer drastischen Gestik einen starken Kontrast zu den betont gelassenen und europäisch gewandeten Polen bilden. Matejko wollte zeigen, dass die Aufnahme der Juden nicht nur finanzielle Vorteile für die Polen gebracht habe – auf dem Bild werden wertvolle Edelsteine als Geschenke übergeben –, sondern auch Gefahren.
Ein weiteres Beispiel ist ein großformatiges Gemälde, dass zeigt, wie König Bolesław Chrobry mit dem Szczerbiec, dem im 12. Jahrhundert geschmiedeten Krönungsschwert der polnischen Könige, bei seinem Einzug in Kiew im Jahr 1018 gegen das Goldene Tor schlägt, was aber nie stattgefunden haben kann.
Um seine persönliche Bewertung der Geschichte in den Gemälden unterzubringen, benutzte Matejko wiederholt die populäre Figur des Stańczyk, des 1560 verstorbenen Hofnarren der Könige Sigismund I. und Sigismund II. August. In einem 1862 entstandenen Gemälde lässt er ihn während eines Balls der Königin Bona im Jahre 1514 allein und besorgt über die Nachricht nachsinnen, dass die Moskowiter-Russen Smolensk erobert haben. Die damit verbundene Anklage gegen die seines Erachtens allzu wenig tatkräftige Führung Polens wird noch dadurch unterstrichen, dass Matejko dem Hofnarren seine eigenen Züge lieh.
Ähnlich verhält es sich bei dem Gemälde Die preußische Huldigung aus dem Jahr 1882. Es zeigt den Moment des größten polnischen Triumphs über die nachmalige Teilungsmacht Preußen, als der letzte Hochmeister des Deutschen Ordens Albrecht I. von Brandenburg-Ansbach, Vorfahr des deutschen Kaisers, dem König Sigismund I. im Jahr 1525 in einer Demutsgeste den Lehnseid leistet. Die Szene ist feierlich gestaltet, die Farbgebung festlich-optimistisch, doch der zu Füßen Sigismunds sitzende Stańczyk zeigt mit seiner sorgenschweren Gestik und Mimik, dass die Zukunft für sein Land gleichwohl düster war.
Insbesondere aus polnischer Sicht wird Matejko als Patriot und Vertreter des polnischen Positivismus gesehen, dessen Werke als erzieherische identitätsstiftende Heldenerzählungen der patriotischen Erbauung des Volkes in der Zeit der Unterdrückung durch die Teilungsmächte dienten. Der amerikanische Kunsthistoriker Richard Brettell kommentiert Matejkos wohl berühmtestes Werk, die Schlacht von Grunwald bzw. Tannenberg wie folgt:

„So benutzte das Gemälde die Geschichte für aktuelle politische Ziele und verkleidete einen grimmigen, aber frustrierten Nationalismus unter dem Mantel der Historienmalerei. Die schiere Bildenergie der Leinwand hat keinen Vorläufer im 19. Jahrhundert.“

Matejko fertigte neben großen Ölgemälden auch Aquarelle an und sammelte Waffen, Kleidung und Handwerksutensilien. Bekannt wurde er unter anderem durch sein Portfolio mit 44 Bleistiftzeichnungen – Poczet królów i książąt polskich (dt. Gefolge der polnischen Könige und Fürsten), der 1892 in Wien erschien. Zu jedem Porträt gab es einen knappen biographischen Essay von Historikern der Krakauer Universität. Die Herrscherporträts waren zwar größtenteils rein imaginär, entfalteten aber eine große Suggestivwirkung. Die Sammlung war daher kommerziell so erfolgreich, dass es mehrere erweiterte Neuauflagen gab, dann auch mit Kolorierungen von unbekannter Hand. Die Porträts sind heute noch auf den Złoty-Scheinen zu sehen und prägen bis heute das Geschichtsbild der Polen.

### Werke (Auswahl)
- Stańczyk während des Balls am Hofe der Königin Bona, als die Kunde vom Verlust von Smolensk eintrifft, 1862
- Skargas Predigt, 1864
- Polen – Jahr 1863, 1864
- Rejtan – der Fall Polens, 1866
- Der Alchemist Sędziwój, 1867
- Władysław der Weiße in Dijon, 1867
- Die Union von Lublin, 1869
- Stephan Báthory bei Pskow, 1872
- Der Astronom Kopernikus im Gespräch mit Gott, 1873
- Piotr Gamrat und Stańczyk, 1873–1878
- Das Aufhängen der Sigismund-Glocke, 1874
- Der Tod von König Przemysł II., 1875
- Schlacht von Grunwald, 1878
- Wiener Fürstentag, 1879
- Die Preußische Huldigung, 1880–1882
- Jan III. Sobieski bei Wien, 1883
- Bolesław Chrobrys Einzug in Kiew, 1883
- Wernyhora, 1883–1884
- Jeanne d’Arc, 1886
- Die Gründung der Lubrański-Akademie in Poznań, 1886
- Die Schlacht bei Racławice, 1888
- Die Geschichte der Zivilisation in Polen, 1888
- Die Krönung des ersten Königs 1001, 1889
- Aufnahme der Juden, 1889
- Die Einführung des Christentums, 1889
- Die Christianisierung Litauens, 1889
- Die Verfassung vom 3. Mai 1791, 1891
- Die Zaren Schujski vor König Sigismund III., 1892
- Die Ermordung des Hl. Stanisław, 1892
- Der [Lemberger]-Eid Jan Kazimiers, 1893

### Galerie

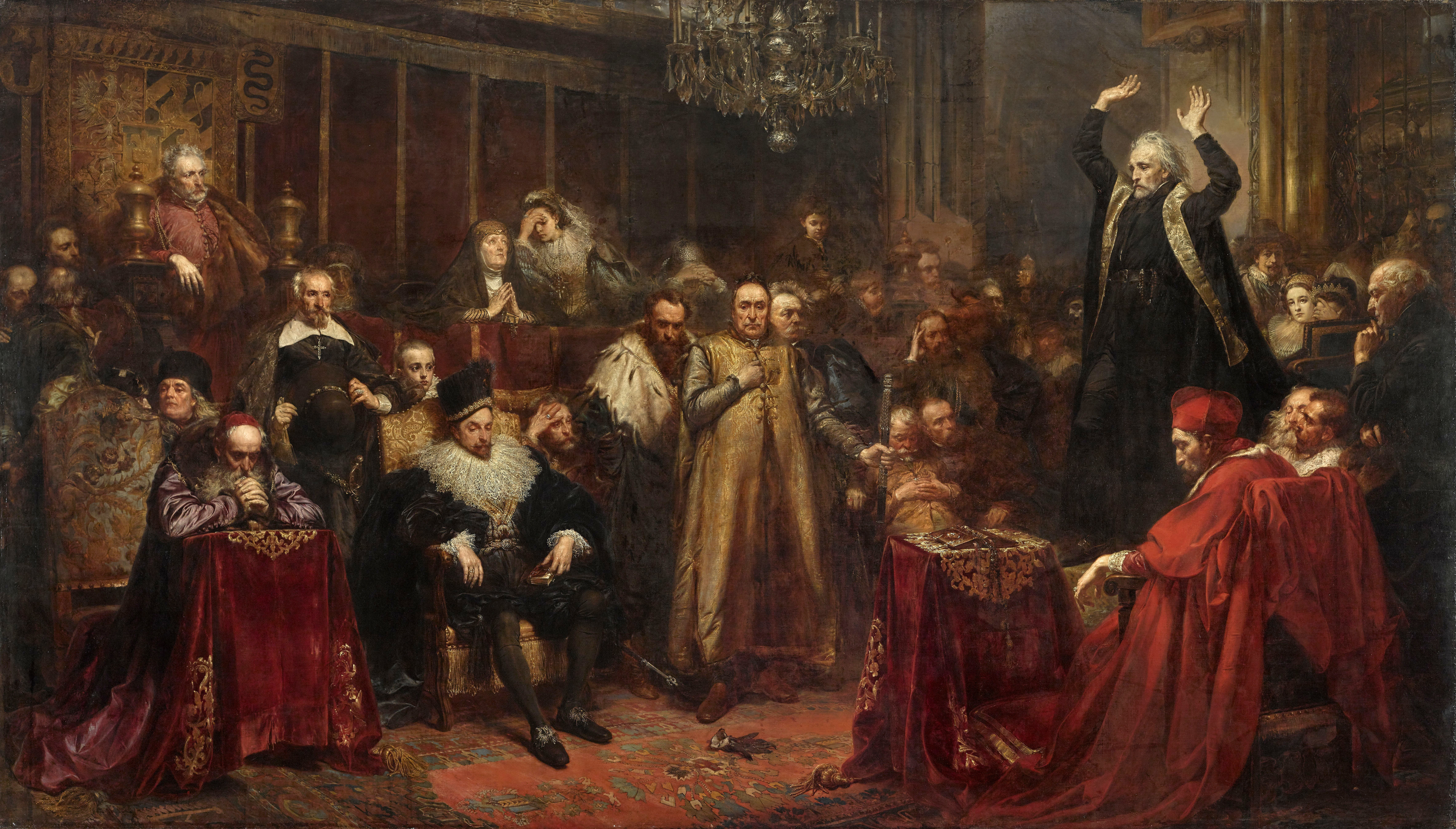
Skargas Predigt (1862)
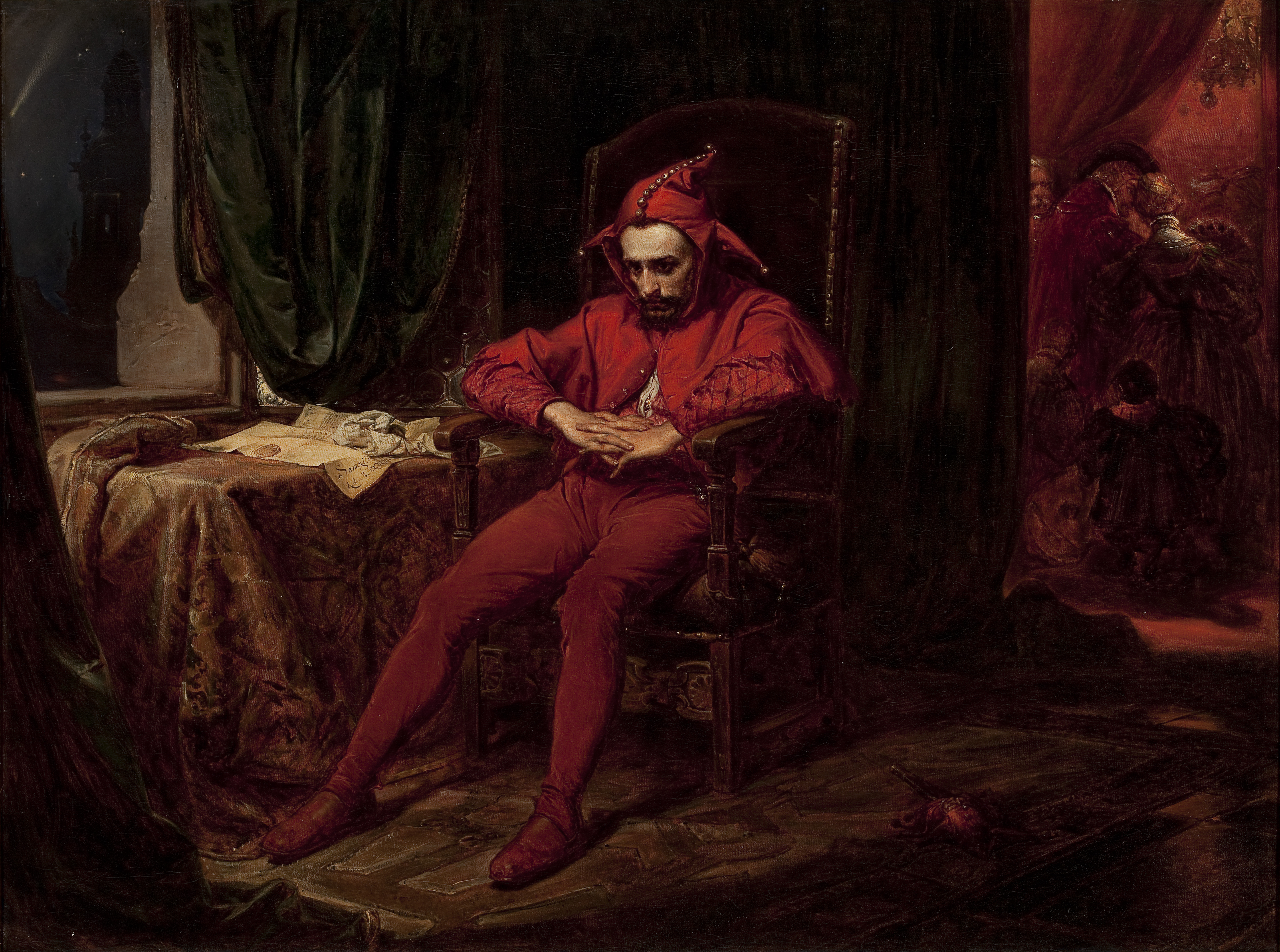
Stańczyk (1862)
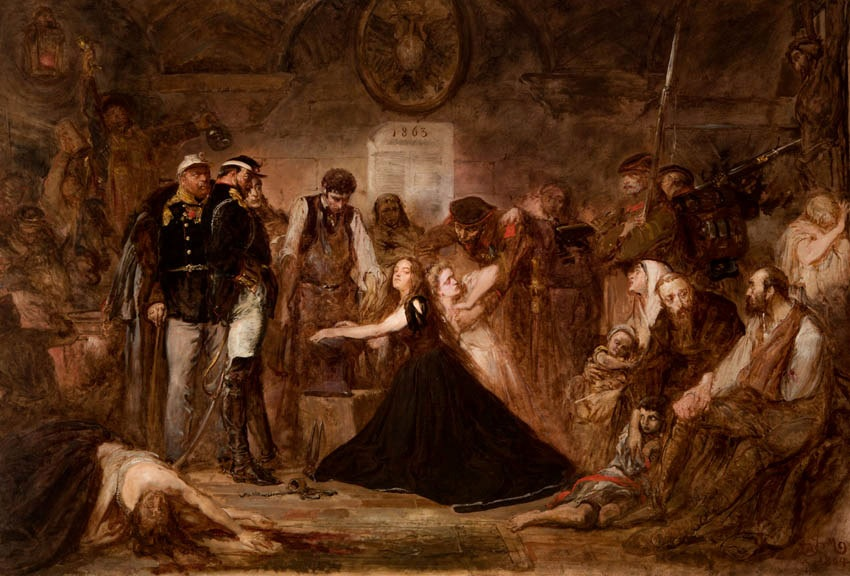
Polonia (1863)
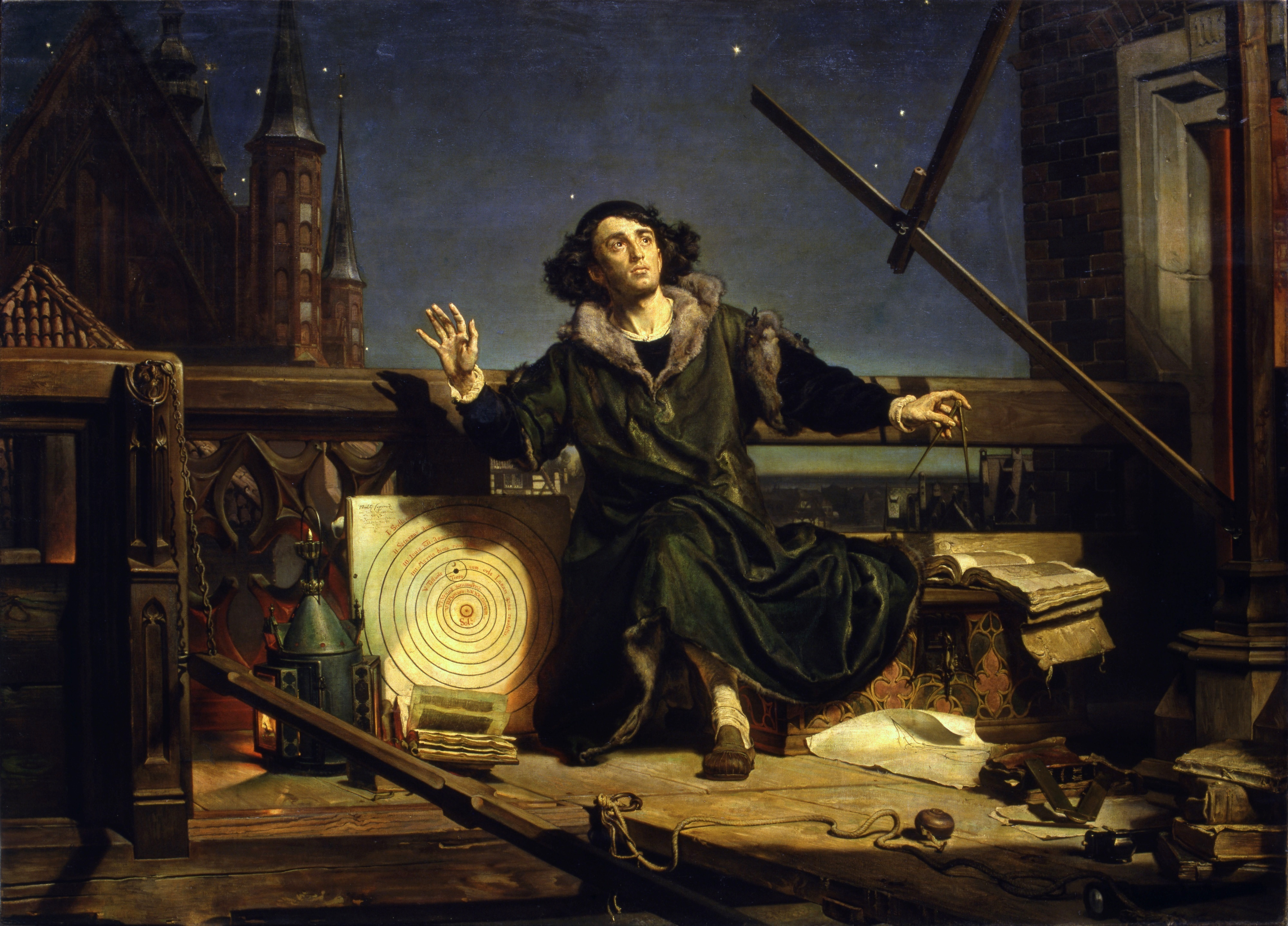
Kopernikus im Gespräch mit Gott (1872)
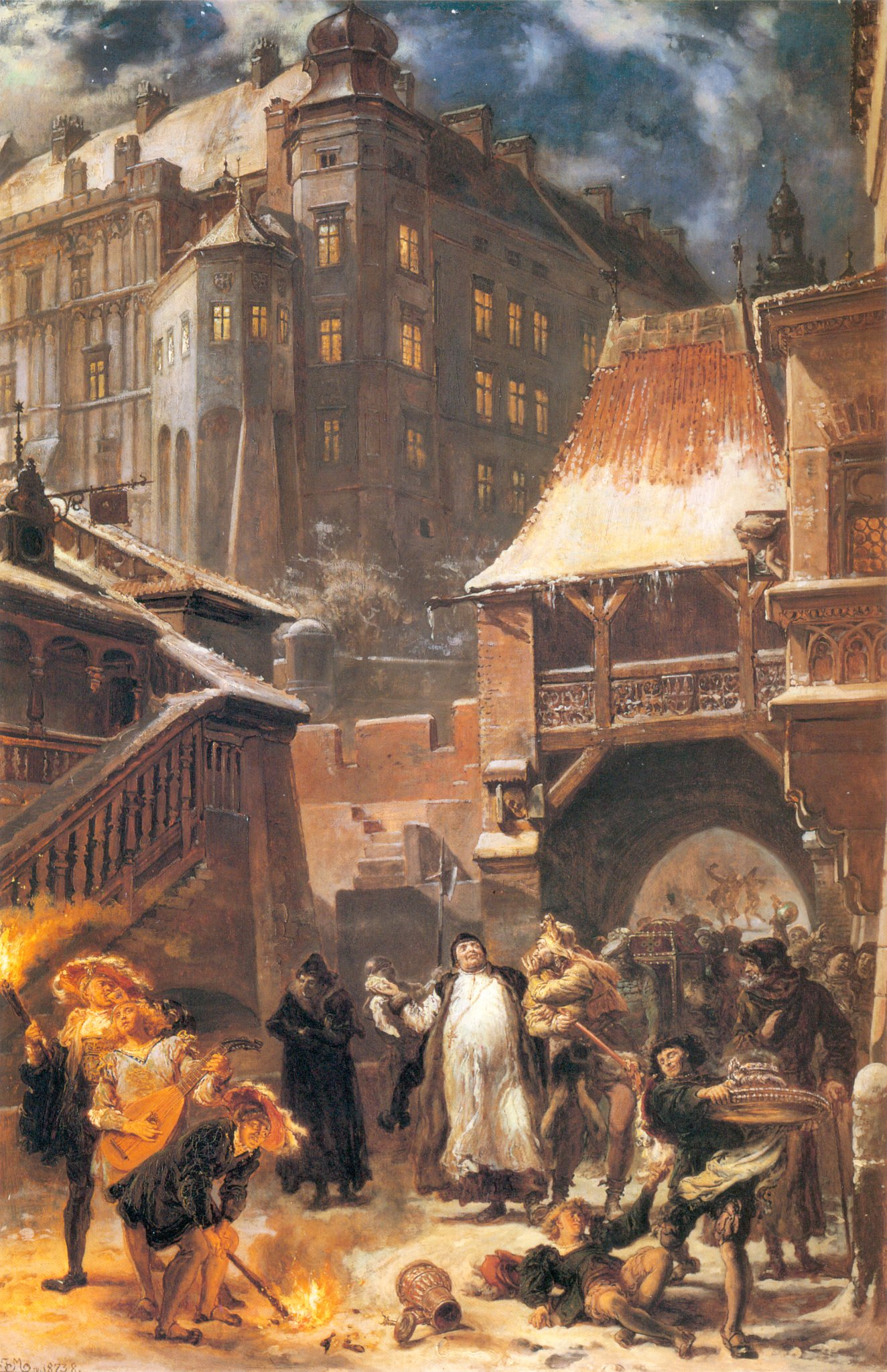
Piotr Gamrat und Stańczyk (1873–1878)
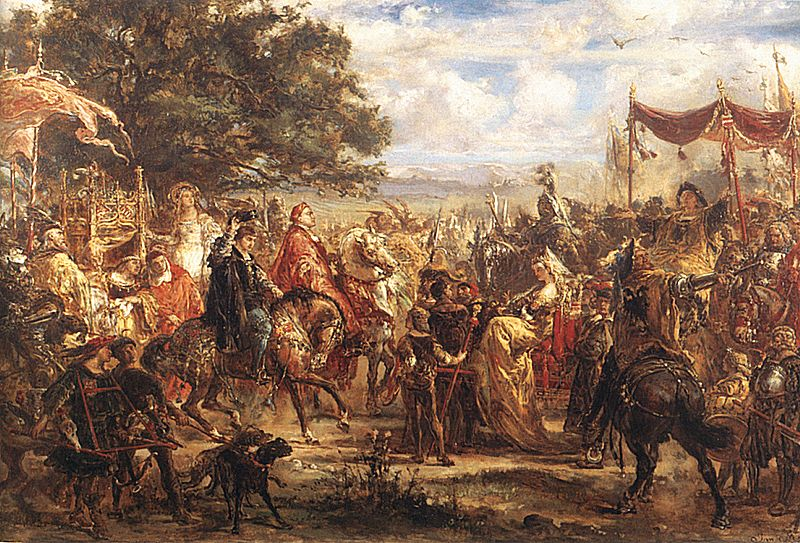
Wiener Fürstentag 1515 (1879)
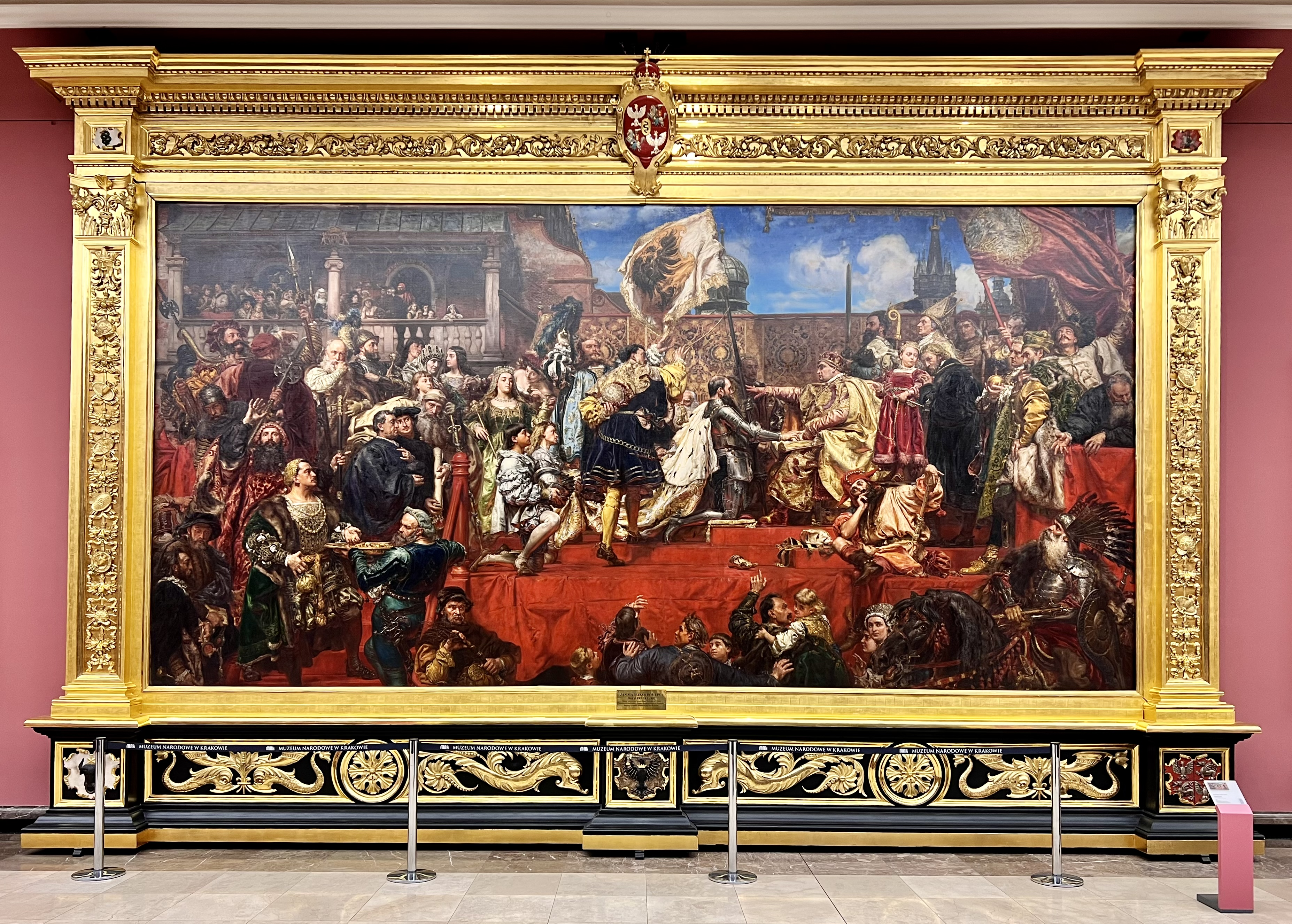
Die Preußische Huldigung (1882)
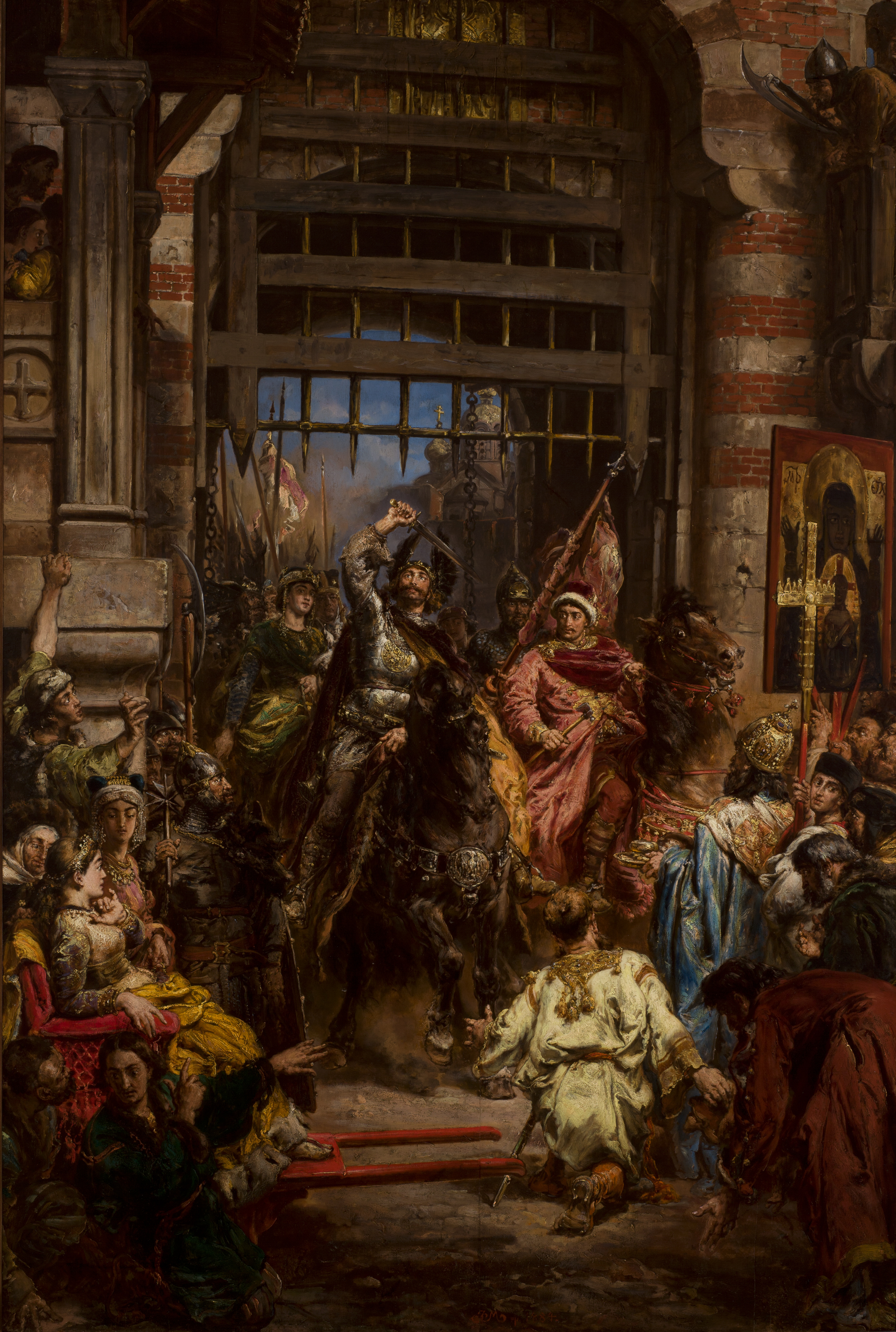
Bolesław Chrobrys Einzug in Kiew (1883)
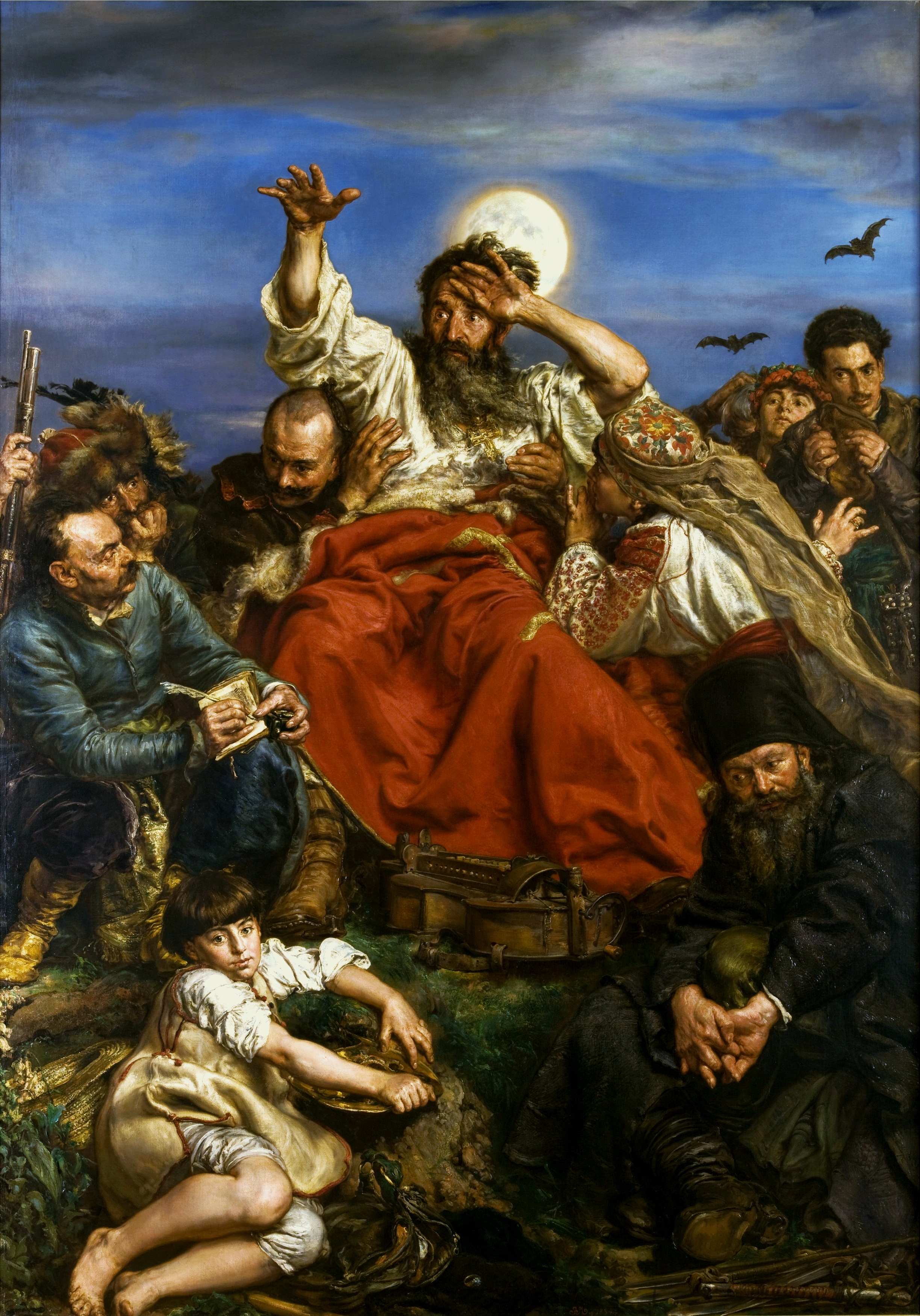
Porträt von Wernyhora (1883–1884)
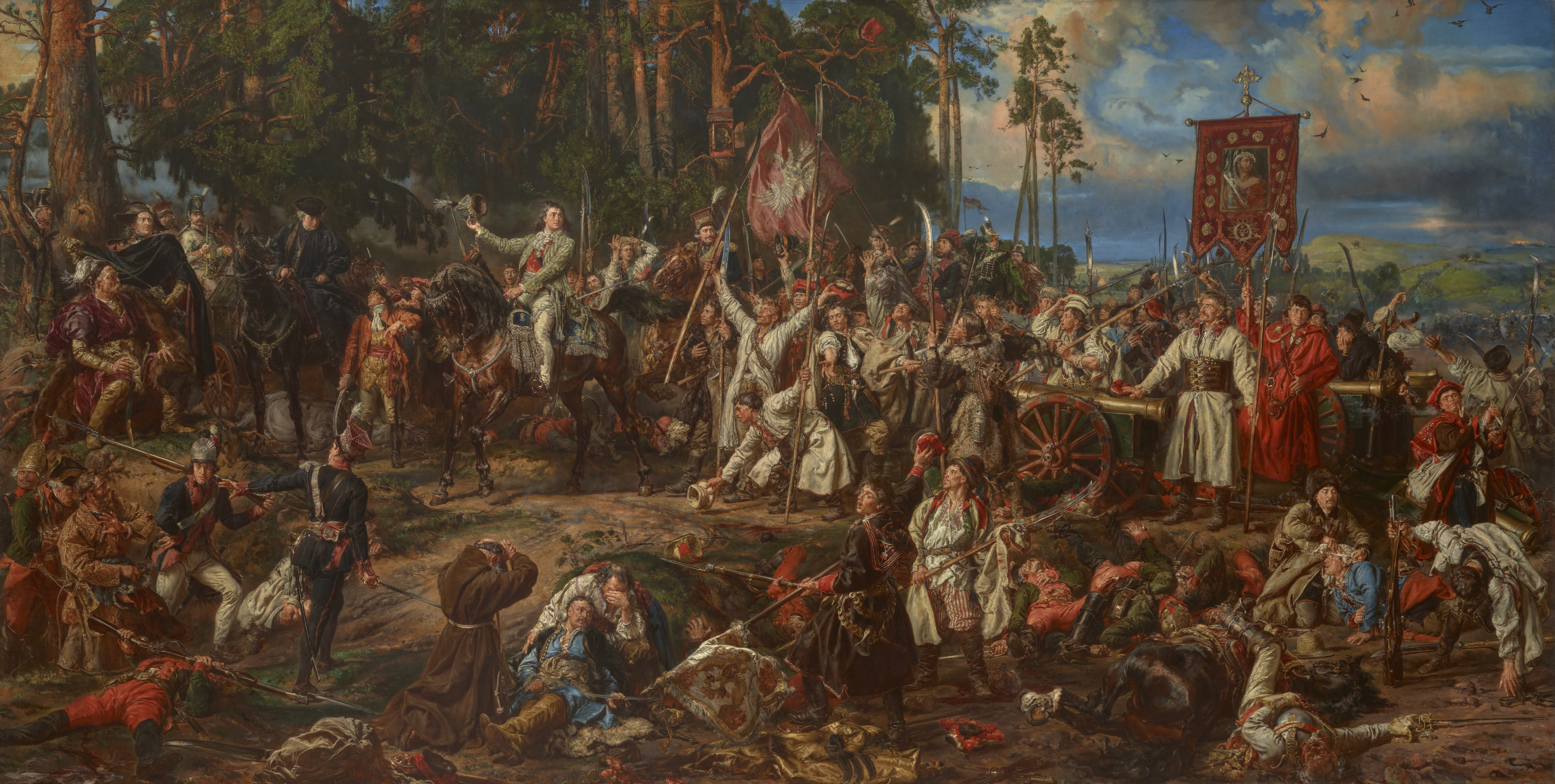
Die Schlacht bei Racławice (1888)
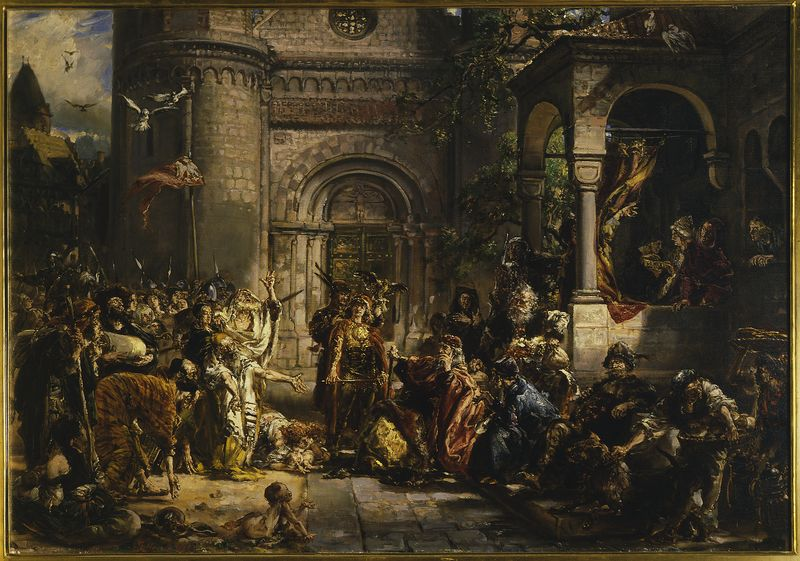
Die Aufnahme von Juden in Polen im Jahr 1096 (1889)
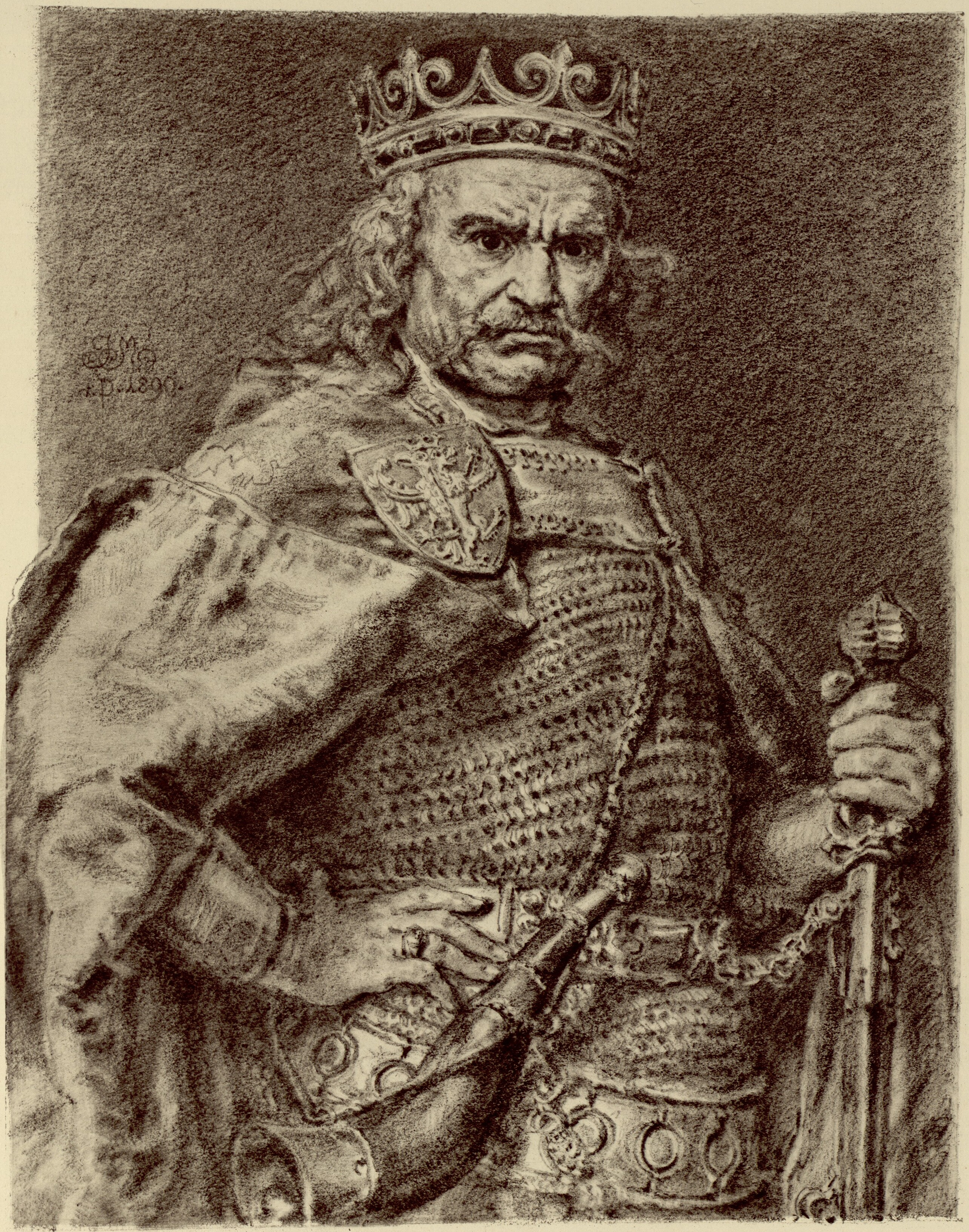
Porträt von König Władysław I. Ellenlang, Zeichnung aus Matejkos Galerie der Könige Polens (1890–1892)
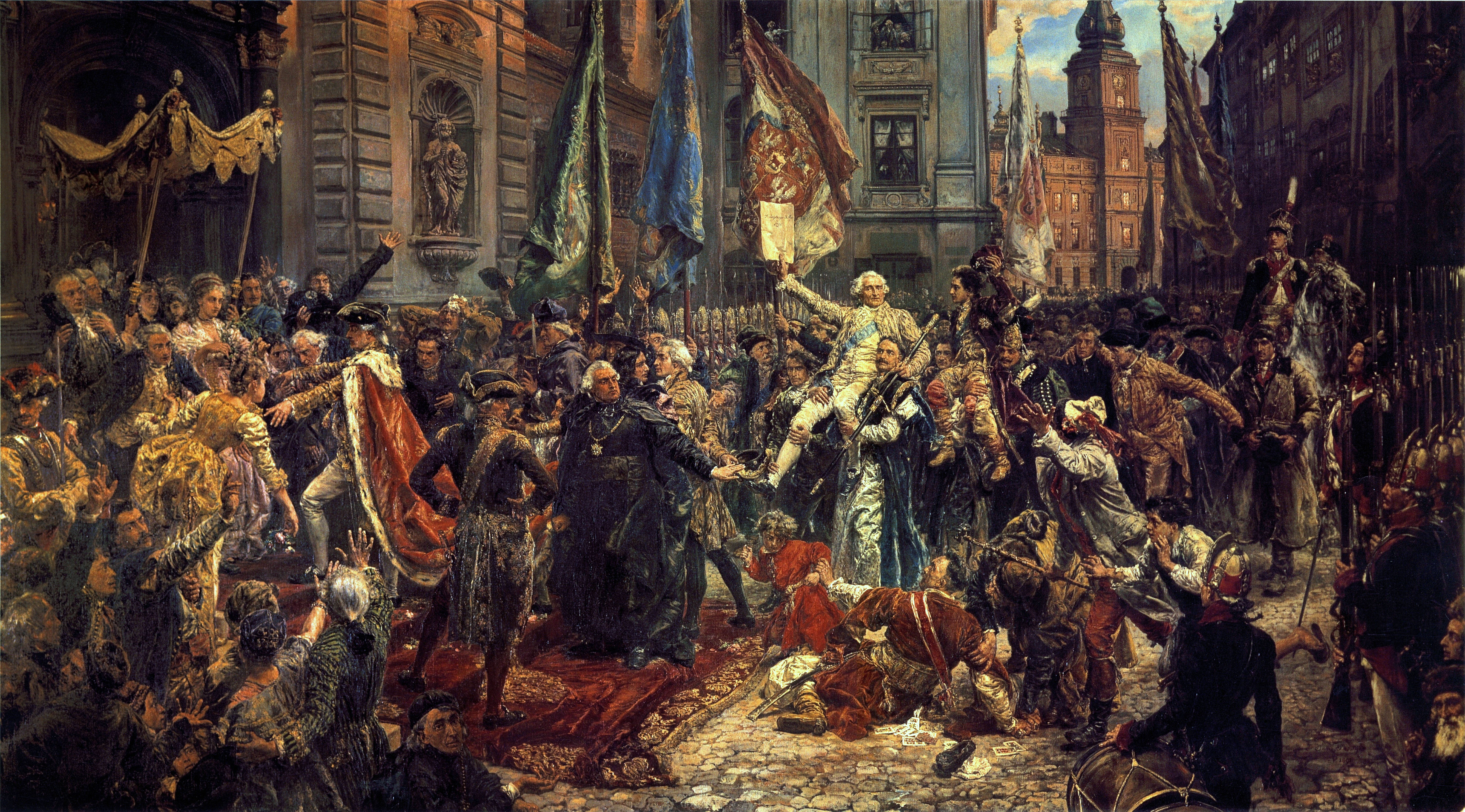
Die Verfassung vom 3. Mai 1791 (1891)

## Sonstiges
Matejko ist seit 1980 Namensgeber für den Matejko-Eisfall, einen Gletscherbruch auf King George Island im Archipel der Südlichen Shetlandinseln in der Antarktis. Ebendort ist die Painters Cove ihm und Jacek Malczewski zu Ehren benannt.